# Wapen van Dalfsen

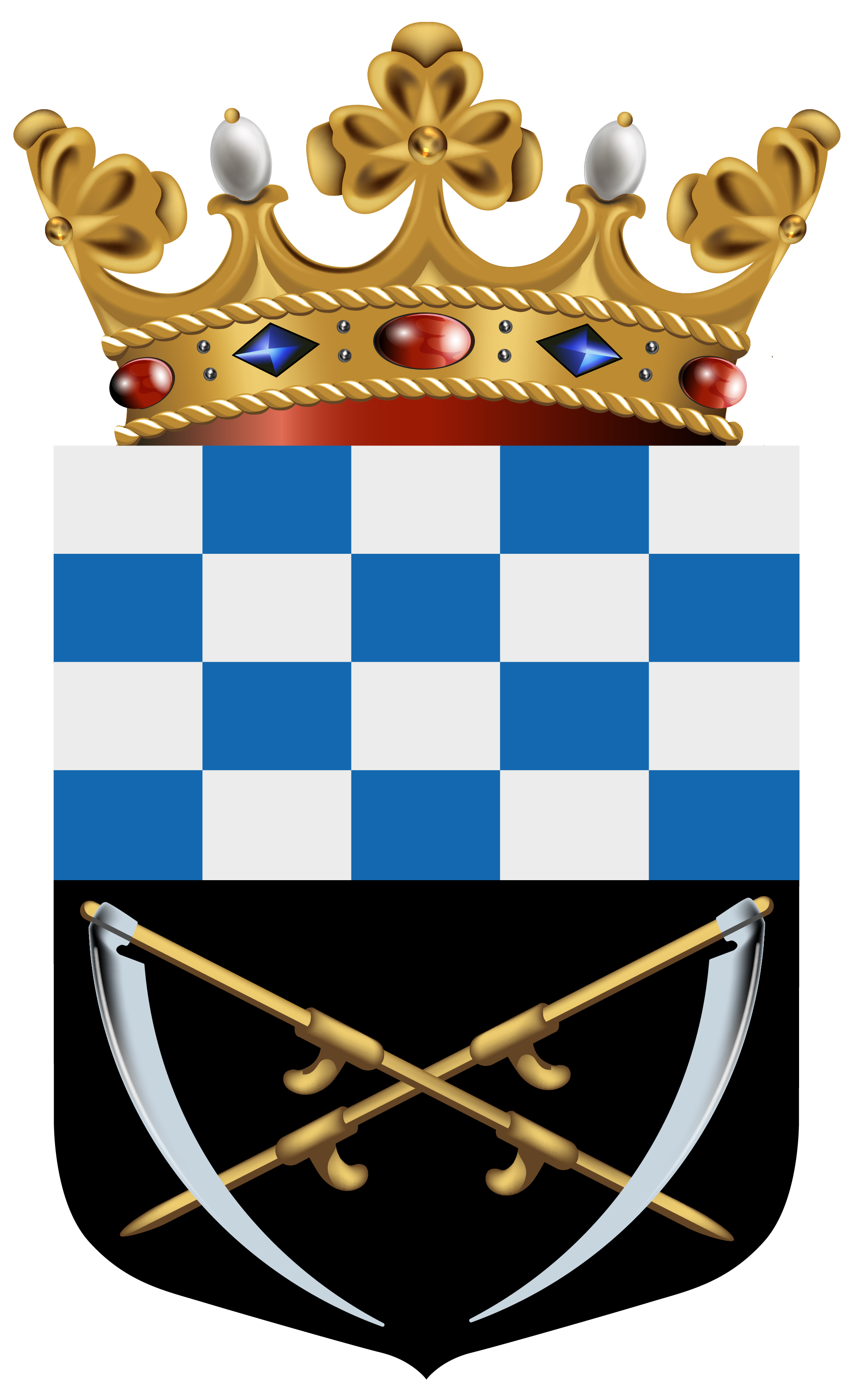
Het wapen van de gemeente Dalfsen (2023)

Het wapen van Dalfsen is het gemeentelijke wapen van de Overijsselse gemeente Dalfsen. Het wapen werd met het Koninklijk Besluit op 13 december 2002 aan de gemeente verleend. De omschrijving luidt:
"Doorsneden; I geschaakt van zilver en azuur in vier rijen, elke rij van vijf vakken; II in sable twee schuingekruiste zeisbomen van goud. Het schild gedekt met een gouden kroon van drie bladeren en twee parels."

## Geschiedenis
De bouw van een nieuwe vergaderzaal voor de Staten van Overijssel in 1898 vormde voor veel Overijsselse gemeenten de aanleiding om een wapen aan te vragen. In de vergaderzaal zou een raam komen met daarop de wapens van de gemeenten. Het wapen is ontleend aan het huis Rechteren. In 1952 werd het wapen vermeerderd met een kroon. In 2001 werd Nieuwleusen aan de gemeente toegevoegd. De wapens van Dalfsen en Nieuwleusen werden in 2002 gecombineerd tot een nieuw wapen.

## Voorgaande wapens

Dalfsen, 1898
Dalfsen, 1952
Dalfsen, 2002
Wapen van Nieuwleusen (1954)